# Yamadori

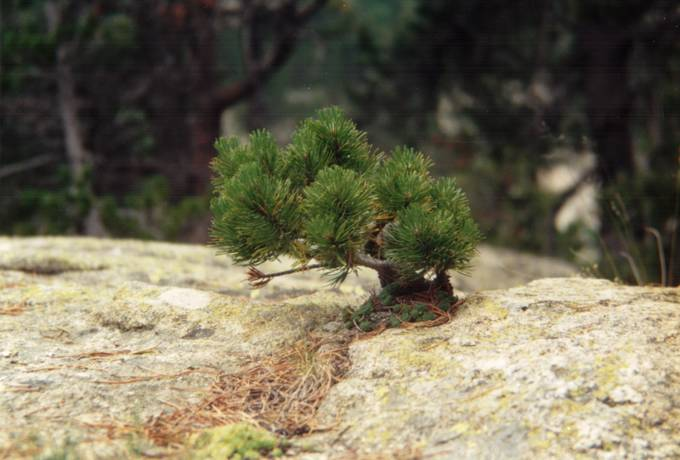
Bonsaï se prêtant au Yamadori

Yamadori est un terme japonais signifiant littéralement "La voie de la montagne". Il est utilisé pour nommer les arbres prélevés directement dans la nature afin de les transformer en  bonsaï.
À l'origine, il s'agissait d'une pratique plutôt spirituelle liée à la quête de la perfection de la nature. Comme dans une sorte de pèlerinage, l'adepte de bonsaï prenait la route vers les montagnes japonaises et cherchait non seulement un bel arbre mais aussi une sorte de communion avec la nature.
Plus récemment, les chercheurs de Yamadori ont développé une activité plus commerciale car les vieux et beaux arbres prélevés peuvent se vendre très chers aux amateurs de bonsaï fortunés.